# Phùng Quý
Phùng Quý (chữ Hán: 冯贵, ? – 1422), người huyện Vũ Lăng , quan viên nhà Minh, tử trận khi trấn áp khởi nghĩa Lam Sơn tại Việt Nam.

## Sự nghiệp
Năm Kiến Văn thứ 2 (1400), Quý trúng tiến sĩ nhị giáp đệ 24 danh , được làm Binh khoa cấp sự trung. Theo Trương Phụ trấn áp nhà Hậu Trần, phụ trách lương hướng của quân đội. Dần được thăng đến chức Tả tham chính. Quý làm việc sáng suốt, giỏi vỗ về binh sĩ. Dưới quyền có 2000 binh sĩ, kiêu dũng thiện chiến, nhiều lần lập công, nhưng bị Trung quan Mã Kỳ chiếm đoạt.
Năm Vĩnh Lạc thứ 20 (1422), Quý bị nghĩa quân Lam Sơn giết chết ở sách Khối (hay Khôi) . Thời Minh Nhân Tông, Thượng thư Hoàng Phúc tâu rằng Quý chỉ có vài trăm binh sĩ gầy yếu, không địch nổi mà chết, nên được tặng Tả bố chính sứ .

## Vơ vét vàng
Quý thường nói đất Giao Chỉ có vàng, triều đình nhà Minh mệnh cho Quý làm Tham nghị Đề đốc kim trường (bãi vàng), người nhà Minh đương thời bàn rằng như thế là trái lẽ.